# Malkit Shoshan
Malkit Shoshan, née en 1976 à Haïfa, est une universitaire, architecte et commissaire d'exposition israélienne.

## Biographie
Malkit Shoshan naît à Haïfa en 1976.
Elle étudie l'architecture à l'Université IUAV de Venise ainsi qu'au Technion à Haïfa.
Elle fonde le think-tank architectural FAST (Foundation for Achieving Seamless Territory), qui étudie les relations entre architecture et réalité du terrain dans les zones de conflit tels que le Proche-Orient, le Kosovo ou l'Afghanistan.
En 2002, elle contribue au pavillon israélien de l'Exposition internationale d'architecture de Venise en produisant un magazine avec Foundation of 40, une ONG israélienne reconnaissant les villages palestiniens. Ce magazine est une série d'illustrations expliquant les politiques spatiales au Proche-Orient.
Elle publie en 2010 le livre Atlas of the conflict traitant des liens entre stratégies militaires et organisation spatiale en Israël et en Palestine.
Chercheuse au Het Nieuwe Instituut à Rotterdam dans le domaine de l'architecture, du design et des nouveaux médias, elle est commissaire d'exposition du pavillon néerlandais pour la 15ème Exposition internationale d'architecture de Venise,, qui s'appuie sur ses travaux explorant le statut de l'architecture et du paysage en temps de guerre, ou encore l'espace public comme zone de combat. L'exposition se focalise sur une partie de ses récits d'architecture dans les zones de conflit : le Camp Castor près de Gao, au Mali, où sont impliquées des forces militaires néerlandaises. La base y est décrite comme un îlot autosuffisant, déconnecté de son contexte immédiat. Malkit Shoshan plaide pour associer le design aux autres missions onusiennes des Casques bleus : défense, diplomatie et développement. Selon elle, cette nouvelle charge permettrait de mettre en valeur les défis spatiaux et les opportunités offertes par une telle situation.